# Prospero hierae
Prospero hierae är en sparrisväxtart som beskrevs av C.Brullo, Brullo, Giusso, Pavone och Cristina Salmeri. Prospero hierae ingår i släktet Prospero och familjen sparrisväxter.
Artens utbredningsområde är Sicilien. Inga underarter finns listade i Catalogue of Life.